# Euseius rotundus
Euseius rotundus är en spindeldjursart som först beskrevs av Blommers 1973.  Euseius rotundus ingår i släktet Euseius och familjen Phytoseiidae. Inga underarter finns listade i Catalogue of Life.